# GAU-12 Equalizer
El General Dynamics GAU-12 Equalizer es un cañón rotativo de cinco cañones de 25 mm de tipo Gatling. El GAU-12 es operado por Estados Unidos, España e Italia. Este es normalmente montado en la familia McDonnell Douglas AV-8B Harrier II y sus variantes de los 3 países, en aviones de soporte aéreo como el Lockheed AC-130 o para propósitos terrestres. una versión más ligera (denominada GAU-22) es usada por el Lockheed Martin F-35 Lightning II.

## Desarrollo
El Equalizer fue desarrollado a finales de los años 70, usando como base el mecanismo del GAU-8 Avenger de 30 mm, pero usando la nueva serie de municiones OTAN de 25 mm. El GAU-12 funciona con un motor eléctrico de 11kW/15CV. Su cadencia de disparo es normalmente de 3.600 rondas por minuto, con un máximo de aproximadamente 4.200 rondas por minuto. Para su uso en el AC-130, la cadencia de fuego se reducirá a 1.800 rondas por minuto con el objetivo de ahorrar munición y reducir el desgaste del cañón

## Usos
La principal plataforma para el Equalizer son los McDonnell Douglas AV-8B Harrier II y todas sus variantes actualmente operando en el Cuerpo de Marines de los Estados Unidos, la Armada Española y la Marina Militare italiana.  El Harrier II lleva el sistema Equalizer en un par de vainas desmontables montadas en la parte inferior del fuselaje, con el cañón en la vaina de babor y 300 cartuchos en la vaina de estribor, alimentados a través de un puente en los extremos de popa de las vainas que también contiene el sistema de accionamiento del cañón (a diferencia de los Harrier anteriores, que utilizaban cañones dobles, con cada vaina conteniendo un cañón ADEN de 30 mm y su propio suministro de munición). También es usado por la Fuerza Aérea de los Estados Unidos estando montado en el Lockheed AC-130.
El Equalizer también se utilizó como base para el Sea Vulcan 25, un cañón montado en torreta para la autodefensa de buques de guerra, aunque no como sistema de armamento cuerpo a cuerpo, ya que el cañón no era automático ni utilizaba seguimiento por radar. En su lugar, el cañón se apuntaba manualmente utilizando una mira digital y un control de tiro. El Sea Vulcan constaba de un cargador de tambor helicoidal de 540 balas, una torreta de aluminio de una sola pieza que se podía abrir con un simple destornillador y el cañón principal. Una ventaja única del sistema era que era capaz de funcionar independientemente de la energía del buque; el cañón y el cargador de munición funcionaban con un accionamiento neumático de 3.000 psi (21 MPa) y el motor de la torreta con dos baterías de plomo-ácido.
Concebida como una alternativa de mayor potencia de fuego a las ametralladoras y cañones convencionales montados en cubierta, el arma emplea el designador de objetivos Mk 24 de la Armada y un telémetro láser para mejorar la precisión. El cañón se desarrolló a mediados de la década de 1980 como protección rentable para buques menores que fragatas o corbetas o patrulleras, pero no entró en este servicio.

## Especificaciones

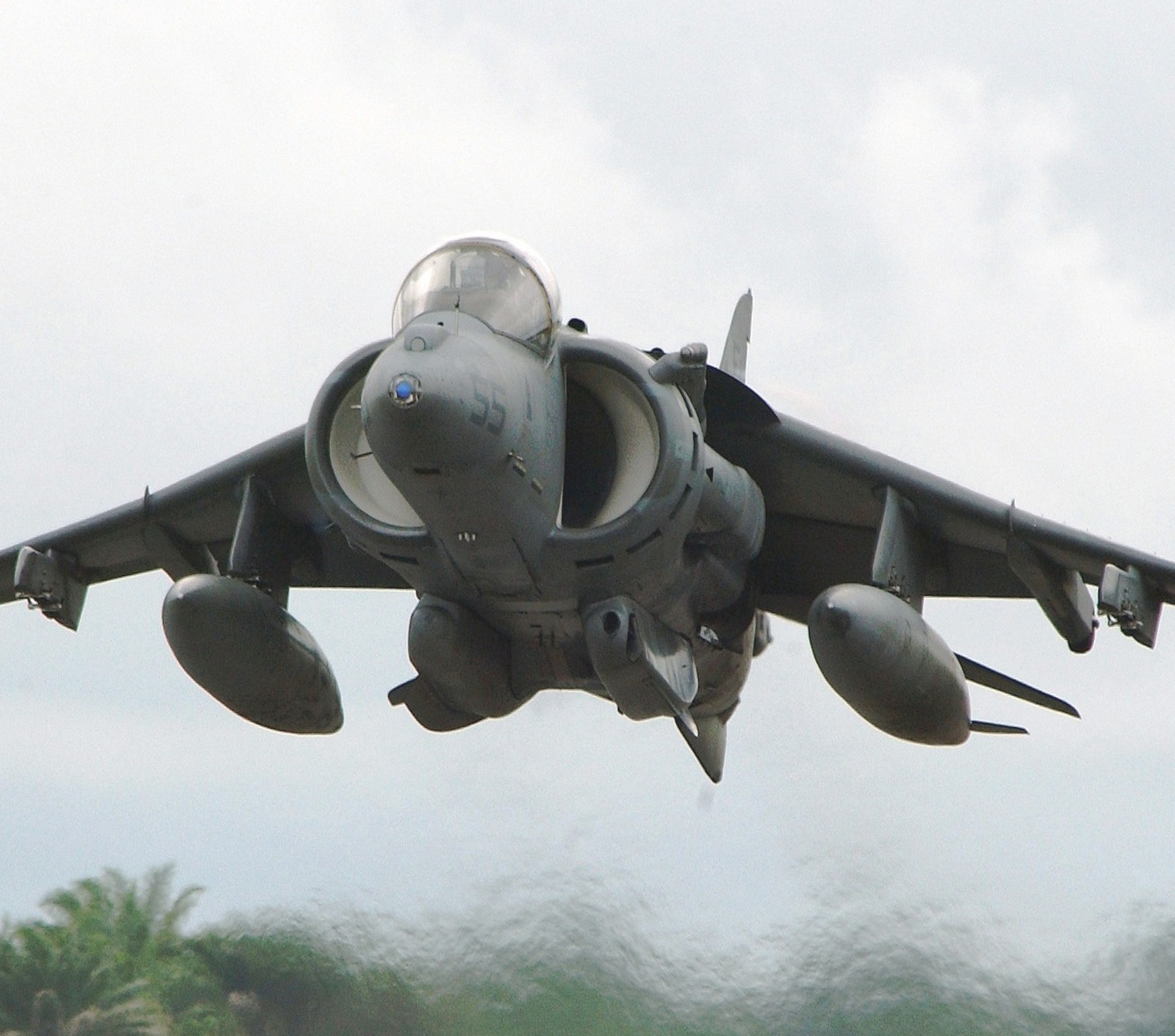
McDonnell Douglas AV-8B Harrier II despegando, se puede observar el GAU-12 (derecha) y el depósito de munición (izquierda)

Calibre: 25/137 mm (5 tubos rotativos)
Longitud: 2'134 m
Peso: 125 kg
Cadencia de tiro: 4.200 disparos por minuto
Cadencia inicial: 35 disparos el primer segundo
Peso del proyectil: 180 gramos
Masa proyectada: 6'3 kg en el primer segundo
Velocidad proyectil: 1.097 metros por segundo